# Gejza Farkaš
Gejza Farkaš (* 13. března 1949) je bývalý slovenský fotbalista, záložník.

## Fotbalová kariéra
Odchovanec Rožňavy. V československé lize hrál za Lokomotívu Košice (1969–1984), nastoupil ve 344 ligových utkáních a dal 70 gólů. Na Kypru hrál za AEL Limassol. Mistr Evropy do 23 let v roce 1972. V Poháru vítězů pohárů nastoupil v 10 utkáních a v Poháru UEFA nastoupil ve 2 utkáních.

## Ligová bilance
| Ročník                                   | Zápasy | Góly | Minuty | Kluby             |
| ---------------------------------------- | ------ | ---- | ------ | ----------------- |
| 1. československá fotbalová liga 1969/70 | 30     | 8    | -      | Lokomotíva Košice |
| 1. československá fotbalová liga 1970/71 | 30     | 4    | -      | Lokomotíva Košice |
| 1. československá fotbalová liga 1971/72 | 30     | 7    | -      | Lokomotíva Košice |
| 1. československá fotbalová liga 1972/73 | 27     | 1    | -      | Lokomotíva Košice |
| 1. československá fotbalová liga 1973/74 | 27     | 4    | -      | Lokomotíva Košice |
| 2. československá fotbalová liga 1974/75 | -      | -    | -      | Lokomotíva Košice |
| 1. československá fotbalová liga 1977/78 | 28     | 3    | 2426   | Lokomotíva Košice |
| 1. československá fotbalová liga 1978/79 | 29     | 4    | 2575   | Lokomotíva Košice |
| 1. československá fotbalová liga 1979/80 | 29     | 8    | 2605   | Lokomotíva Košice |
| 1. československá fotbalová liga 1980/81 | 30     | 11   | 2700   | Lokomotíva Košice |
| 1. československá fotbalová liga 1981/82 | 27     | 8    | 2430   | Lokomotíva Košice |
| 1. československá fotbalová liga 1982/83 | 27     | 8    | 2403   | Lokomotíva Košice |
| 1. československá fotbalová liga 1983/84 | 30     | 4    | 2700   | Lokomotíva Košice |
| 1. kyperská liga 1984/85                 | -      | 11   | -      | AEL Limassol      |
| CELKEM Fotbalová liga Československa     | 344    | 70   | 30378  |                   |